# Spilogona argentiventris
Spilogona argentiventris är en tvåvingeart som först beskrevs av Malloch 1920.  Spilogona argentiventris ingår i släktet Spilogona och familjen husflugor. Inga underarter finns listade i Catalogue of Life.